# Zanthoxylum thorncroftii
Zanthoxylum thorncroftii är en vinruteväxtart som först beskrevs av Verdoorn, och fick sitt nu gällande namn av Alma May Waterman. Zanthoxylum thorncroftii ingår i släktet Zanthoxylum och familjen vinruteväxter. Inga underarter finns listade i Catalogue of Life.